# Schistochila aligera
Schistochila aligera là một loài rêu tản trong họ Schistochilaceae. Loài này được (Nees & Blume) J.B. Jack & Stephani miêu tả khoa học lần đầu tiên năm 1892.